# 栂安亜紀
栂安 亜紀（つがやす あき、1982年3月16日 - ）は、日本のフリーアナウンサー。元北日本放送アナウンサー。

## 人物・来歴
- 北海道帯広市出身。血液型O型。実家は歯科医院。「栂安」という珍しい名字のルーツは徳島県にあるらしく、栂安家は全国に6軒しかないという。
- ドイツへのホームステイ経験があり、無類のドイツ好き。
- 函館白百合学園高等学校、慶應義塾大学総合政策学部を卒業後2004年に北日本放送入社。
- 大学在学中に第19代日本さくらの女王に選ばれた。
- 特技は心臓マッサージ。赤十字救急法救急員の資格を取得している。また、野菜ソムリエと日本茶アドバイザーの資格も所持しており、自宅には30種類に及ぶ茶葉が常備されている。
- 結婚を期に2008年9月末をもって北日本放送を退社した後、2009年7月21日に長女を出産[1]。その後圭三プロダクション[2]を経て、2012年7月よりメリディアンプロモーション所属のフリーアナウンサーとなる[3]。

## 北日本放送在籍時の担当番組

### テレビ
- KNBわいどプラス1 - 普段はリポーターだが、水曜日のみメインMCを担当していた。番組末期には水曜日以外でもメインを担当することがあった。
- ラブぽけ - 元々はリポーターだったが、「わいどプラス1」終了とともにメインMCに昇格した。
- ズームイン!!SUPER - 富山県内中継時にリポーターとして出演。
- KNBアナのおそばん
- KNB Newsリアルタイム（2007年4月より「いっちゃん★KNB」に内包） - リポーター
- いっちゃん☆KNB - リポーター

### ラジオ
- 伊藤敏博フォークルネッサンス
- 羽場光明の「オレ流談話室」（2007年3月まで）